# 아이사카 유카
아이사카 유카(일본어: 相坂 優歌 あいさか ゆうか[*], 1990년 9월 5일 ~ )는 일본의 성우 겸 가수. 지바현 출신. 아브토프로 소속.